# Polydrusus formosus

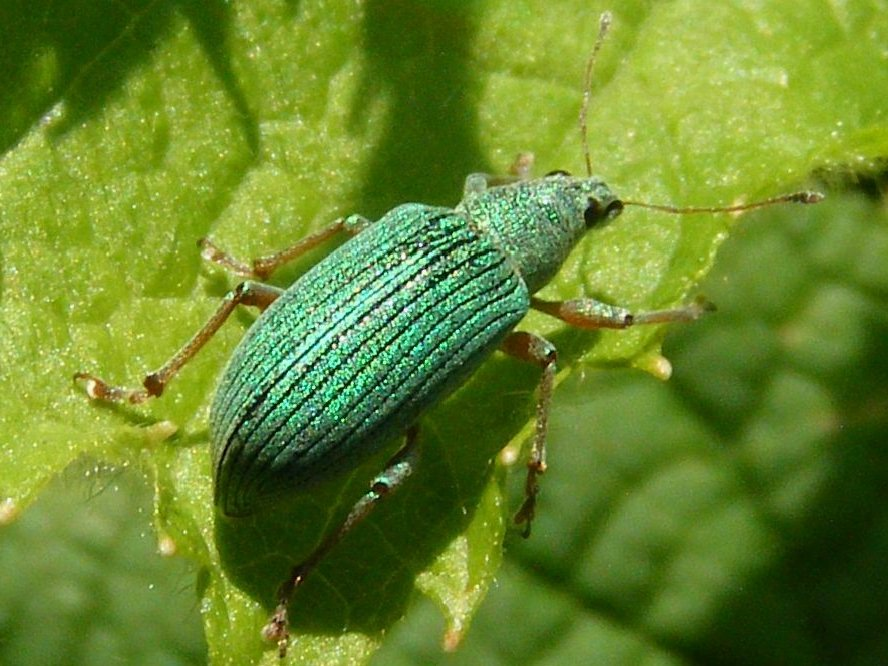

Polydrusus formosus (Syn.: Polydrusus sericeus), auch als Seidiger Glanzrüssler bekannt, ist ein Käfer aus der Familie der Rüsselkäfer (Curculionidae). Er gehört zur Gruppe der so genannten Grünrüssler.

## Merkmale
Die oval-länglichen Käfer sind 5,1–7 mm lang. Die eigentlich schwarzen Käfer sind mit dichten grün glänzenden Schuppen bedeckt. Die Augen sind relativ groß. Fühler und Beine sind rotgelb gefärbt. Die Fühlerkeule ist schwarz. Der Rüssel ist zur Spitze hin leicht erweitert. Die Femora besitzen jeweils einen unscheinbaren Zahn. Über die Flügeldecken verlaufen
deutlich sichtbare dunkle Längsfurchen.

## Verbreitung
Die Käferart ist in der westlichen Paläarktis heimisch. Ihr Vorkommen erstreckt sich über weite Teile Europas. Es reicht im Norden bis nach Süd-Skandinavien und umfasst auch die Britischen Inseln. Im Süden reicht es bis in den westlichen Mittelmeerraum. In Nordamerika wurde die Art eingeschleppt.

## Lebensweise
Man beobachtet die Käfer von April bis August. Die Käferart gilt als polyphag. Man findet die Käfer an verschiedenen Laubbäumen und Sträuchern. In Nordamerika nutzt die Art insbesondere die Gelb-Birke (Betula alleghaniensis) als Futterpflanze. Die Larven fressen an den Wurzeln ihrer Wirtspflanzen. Deren Entwicklung ist bereits im Herbst abgeschlossen. Sie überwintern im Boden und verpuppen sich erst im Frühjahr.

## Taxonomie
Die Art wurde von Mayer 1779 als Curculio formosus erstbeschrieben. In der Literatur wird die Art verschiedenen Untergattungen zugeordnet: Chrysoyphis, Eudipnus, Neodrosus und Thomsoneonymus. Ein verbreitetes Synonym der Art ist Polydrusus sericeus Schaller, 1783 non Goeze, 1777.